# Stanhopea anfracta
Stanhopea anfracta là một loài lan có mặt từ đông nam Ecuador to Bolivia.